# Seokgye (métro de Séoul)
Seokgye (hangeul : 석계 ; hanja : 石溪) est une station de correspondance, entre la ligne 1 et la ligne 6 du métro de Séoul. Elle est située au 341 Hwarang-ro, du quartier Wolgye 1-dong dans l'arrondissement de Nowon-gu, à Séoul en Corée du Sud.
Mise en servie en 1985, elle devient une station de correspondance en 2000. Elle est desservie par les services omnibus et express de la ligne 1 et omnibus de la ligne 6.

## Situation sur le réseau

Plan du réseau (2023)

La station Seokgye est une station de correspondance entre la ligne 1 et la ligne 6 du métro de Séoul, :
Sur la ligne 1, établie en surface, Seokgye est une station de passage entre la station Université de Kwangwoon, en direction du terminus nord-est Yeoncheon, et la station Sinimun, en direction du terminus ouest Incheon, ou du terminus sud Sinchang via la station de bifurcation Guro, ;
sur la ligne 6, établie en souterrain, Seokgye est une station de passage entre la station Taereung, en direction du terminus Sinnae, et la station Dolgoji en direction du terminus Eungam,.

## Histoire
La station Seokgye est mise en service le 14 janvier 1985 sur la ligne Gyeongwon. Le 7 août 2000, elle devient une station de correspondance avec l'ouverture de la station souterraine de la ligne 6 du métro de Séoul,,.

## Services aux voyageurs

### Accès et accueil
La station est située au 341 Hwarang-ro, du quartier Wolgye 1-dong. Elle dispose de sept bouches numérotées de 1 à 7 établies sur la Hwarang-ro et la Bukbu Expressway. 

### Desserte

#### Station ligne 1
Seokgye, ligne 1, établie en surface, dispose d'un quai central équipé de portes palières. Elle est desservie par les services omnibus et express.

Installations ligne 1
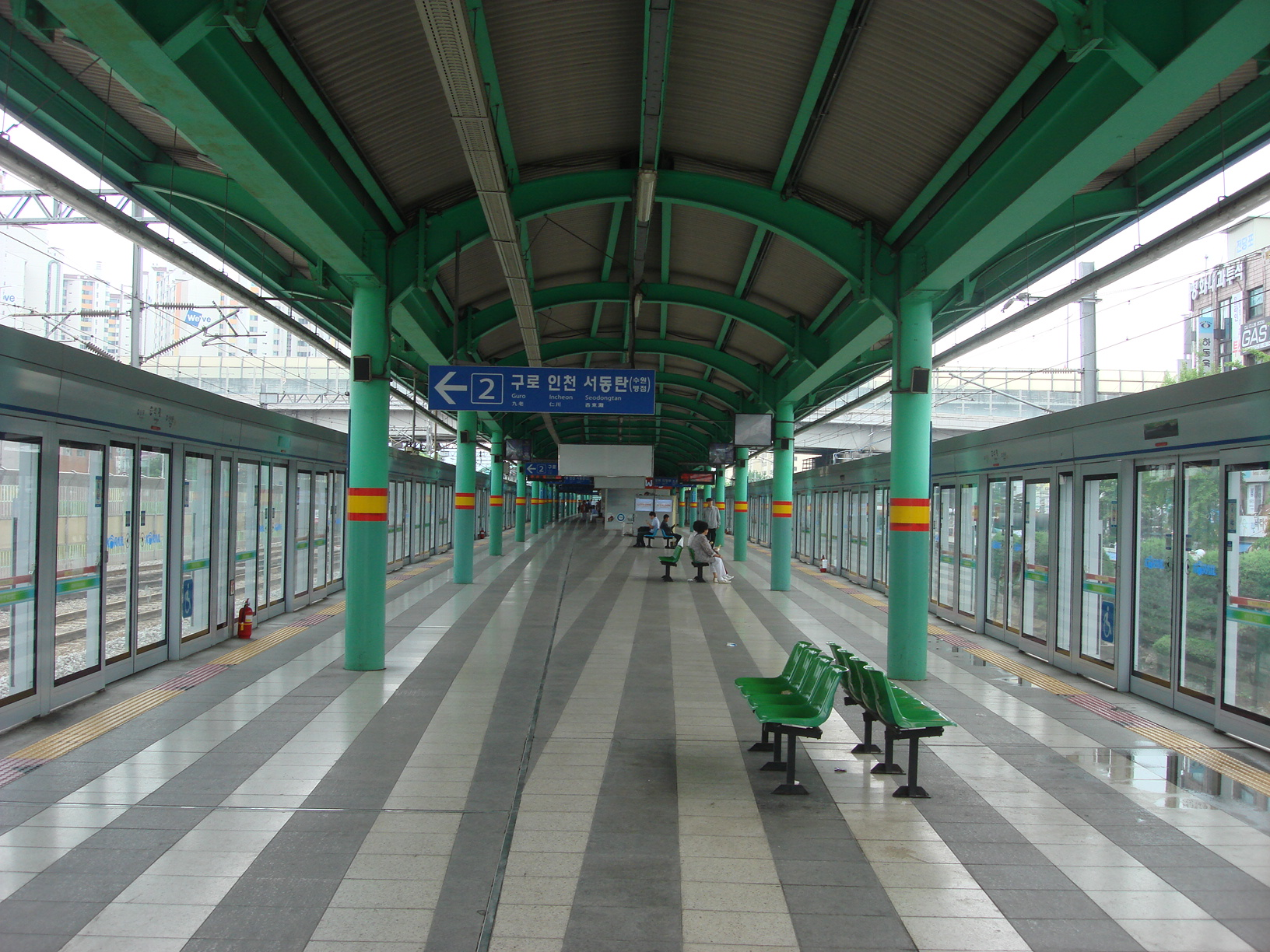
En 2012.
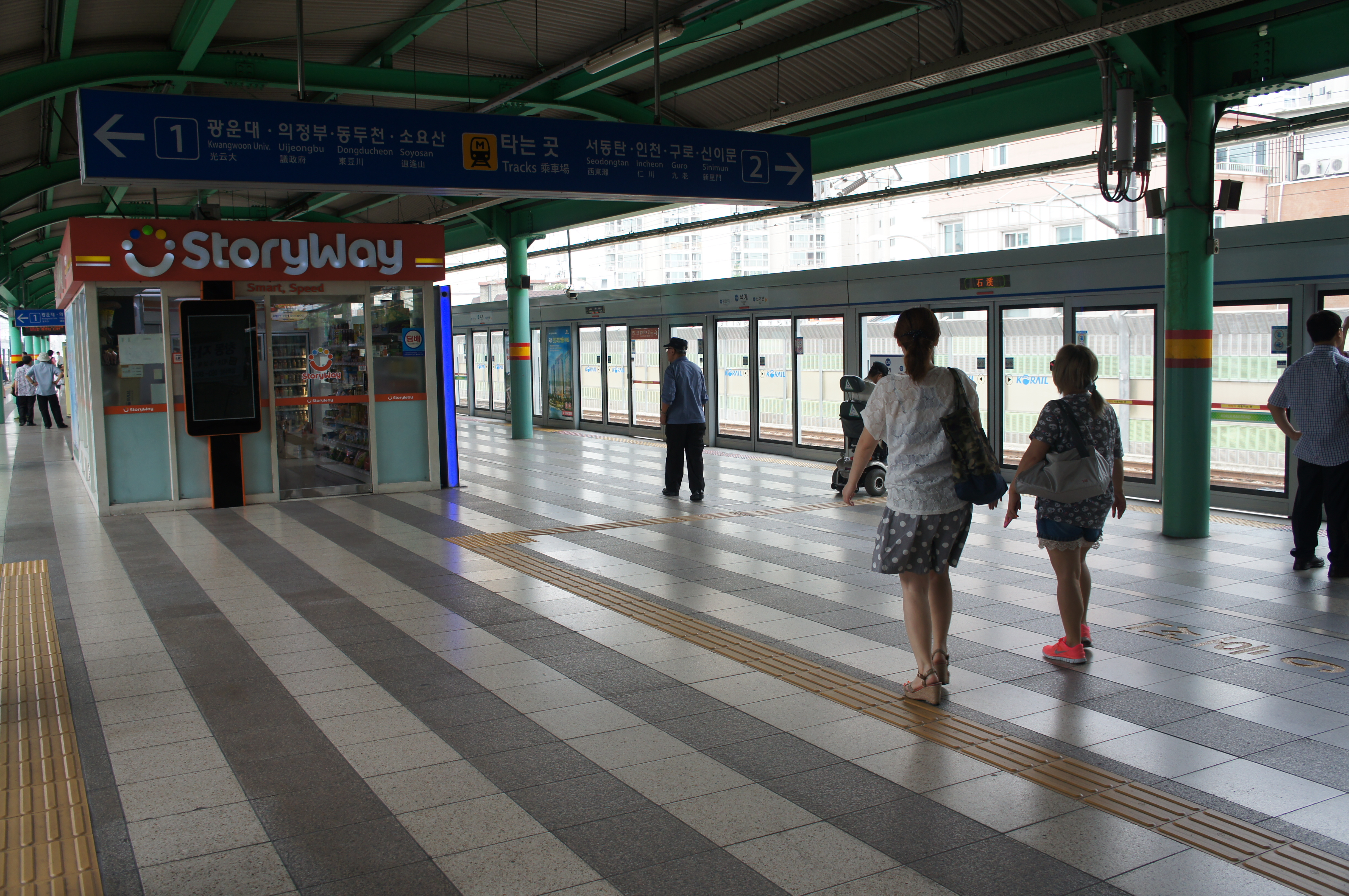
En 2014.
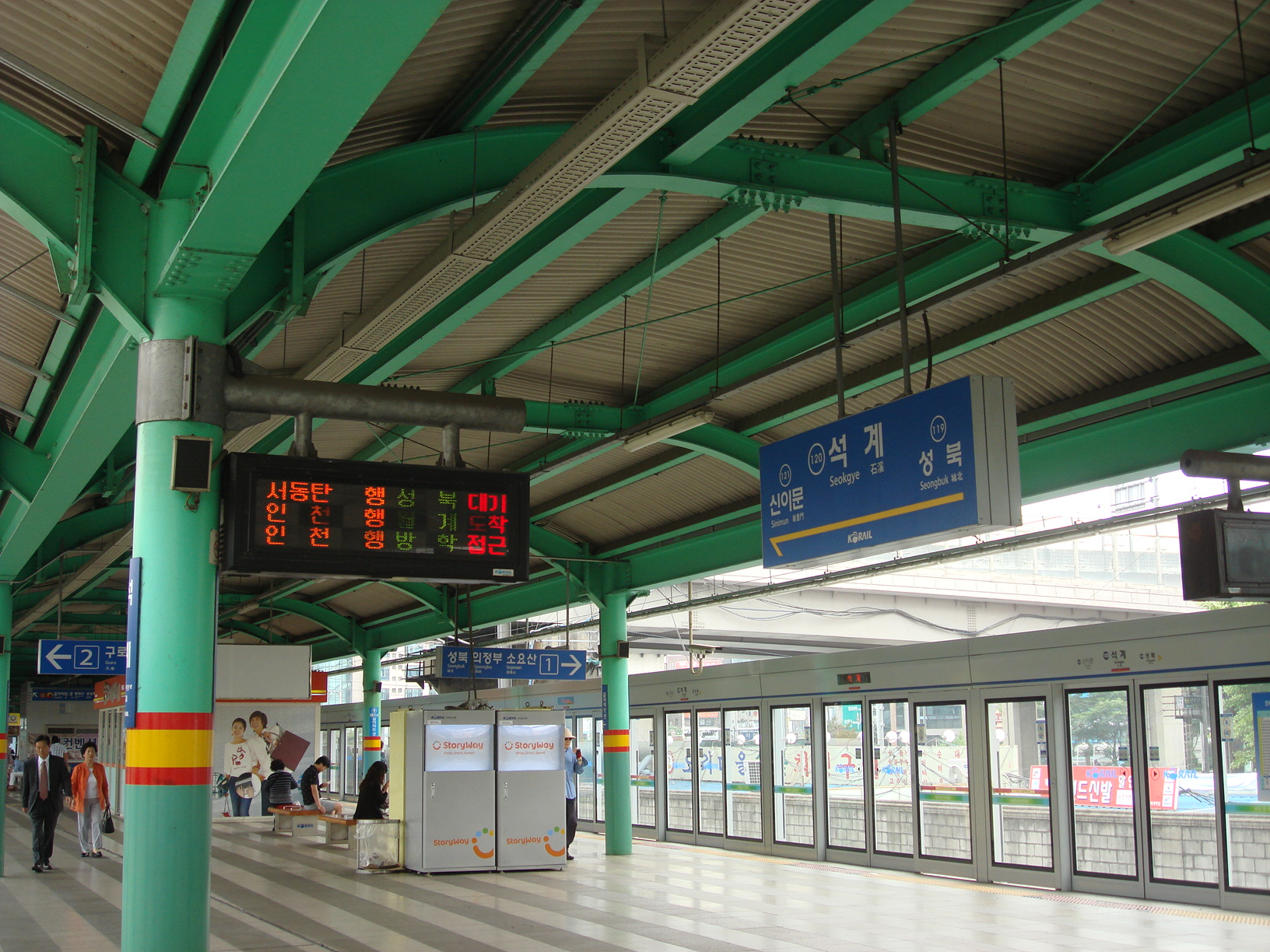
En 2012.

#### Station ligne 6
Seokgye, ligne 6, établie en souterrain, dispose de deux quais latéraux équipés de portes palières. Elle est desservie par le service omnibus.

Installations ligne 6
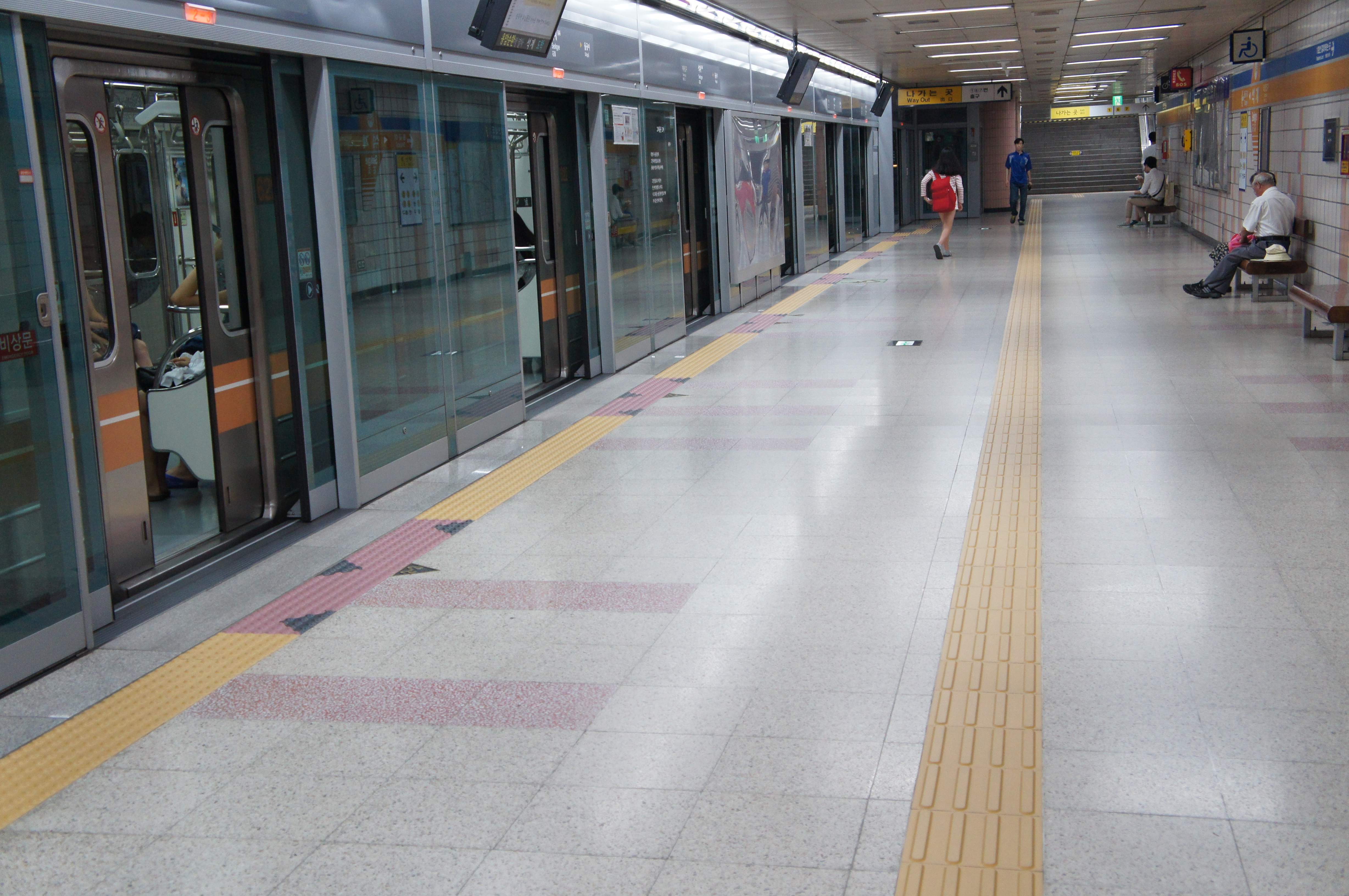
En 2014.
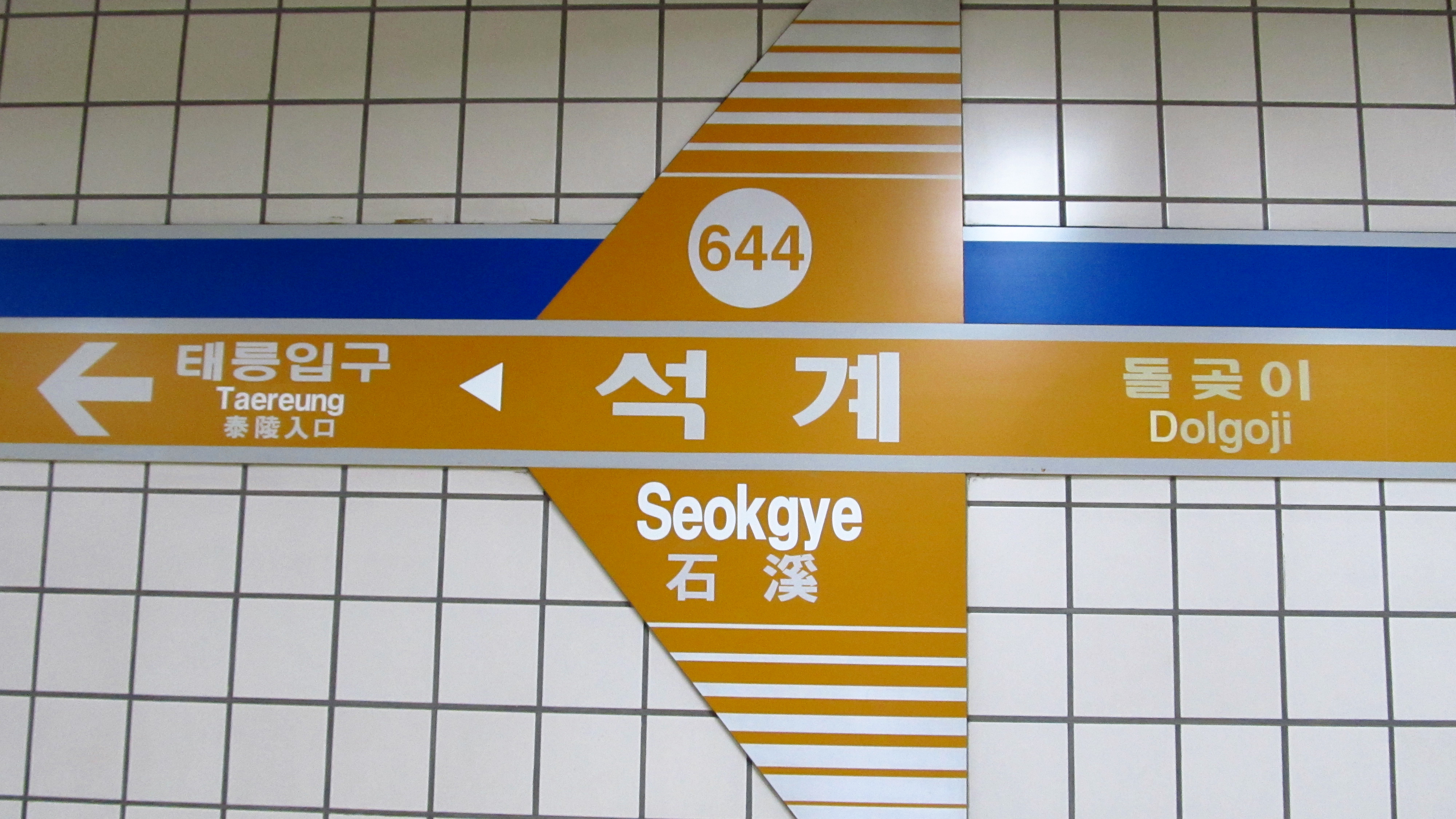
En 2018.
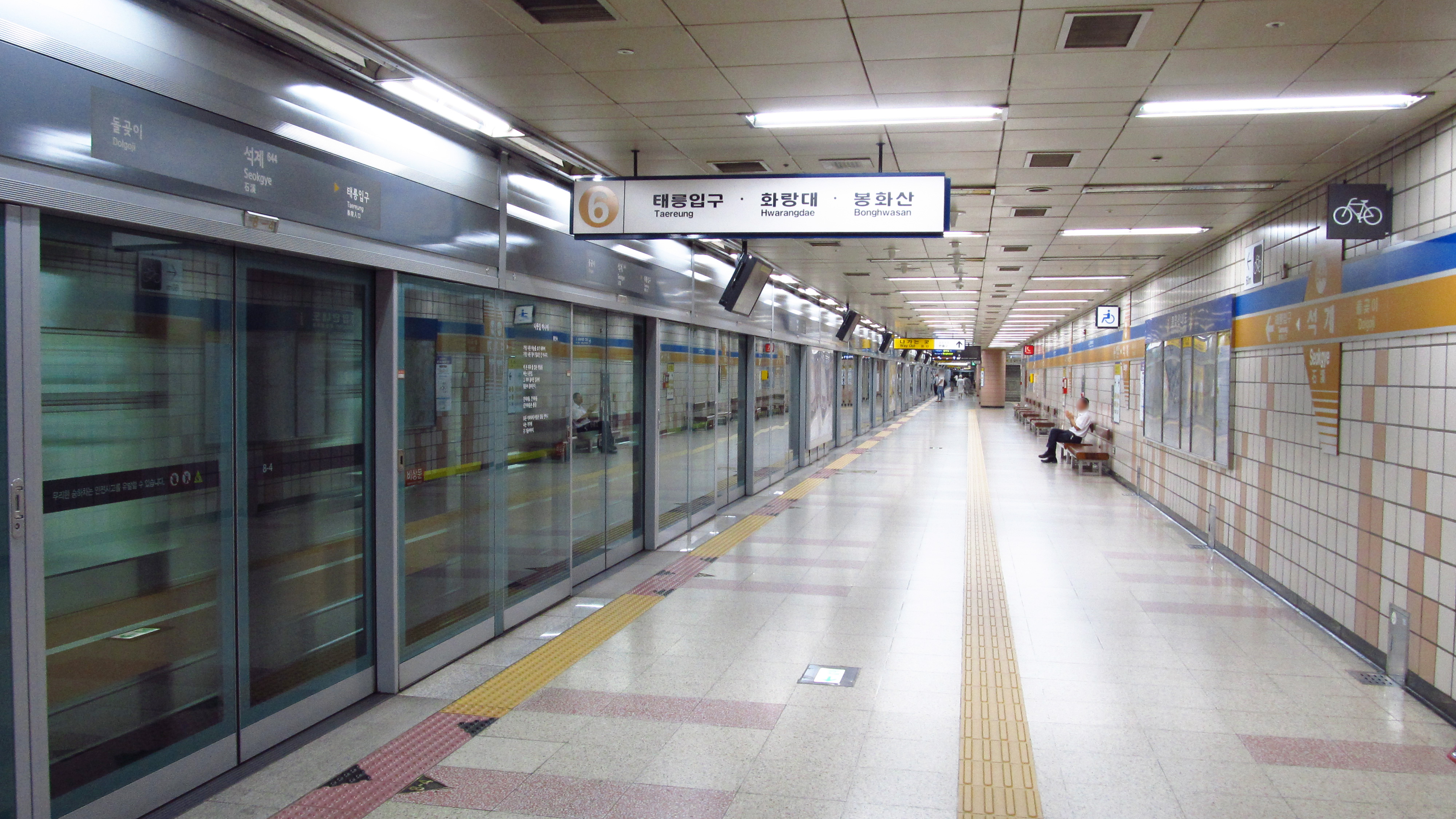
En 2018.

### Intermodalité
Des arrêts de bus sont installés à proximité.